# Bathyphellia margaritacea
Bathyphellia margaritacea är en havsanemonart som först beskrevs av Daniel Cornelius Danielssen 1890.  Bathyphellia margaritacea ingår i släktet Bathyphellia och familjen Bathyphellidae. Inga underarter finns listade i Catalogue of Life.